# Afro-Mexicains
Le terme afro-mexicain (espagnol : afromexicano) est utilisé pour identifier les Mexicains de descendance africaine subsaharienne, aussi appelés Afro-descendants (espagol : afrodescendientes). Il existe de grandes communautés afro-mexicaines établies dans les zones côtières et aux bords des rivières dans les États de Guerrero, Oaxaca, Michoacán et Veracruz. À partir de 2015, l'INEGI a décidé de compter les Mexicains noirs par suite d'une forte pression qu'ont exercée les activistes et intellectuels, en faisant valoir que les Afro-mexicains ne s'identifient pas avec les groupes indigènes ni les métis (espagnol : mestizos) au regard de la race ni dans les particularités culturelles,.
La méthodologie utilisée est issue d'une question de l'enquête de recensement de 2015 (EIC 2015) pour identifier la population de afro-descendants à partir de l'auto-reconnaissance. Les migrants originaires ont été forcés de basculer vers la culture dominante en qualité d'esclaves, originaires de la Gambie, du Sénégal, de la Guinée, du Congo, de la Guinée-Équatoriale, de l'Angola et du Mozambique.
Au Mexique, les colonies les plus connues d'afro-descendants se situent principalement dans les régions de Río Papaloapan à Papaloapan dans l'État de Oaxaca (Acatlán, Cosolapa, Tuxtepec et Loma Bonita), Acapulco, la Costa Chica de l'État de Guerrero et Oaxaca, dans la région l'État de Veracruz (Yanga, San Juan de la Punta, La Antigua, Rodríguez Clara, Hueyapan de Ocampo, Tierra Blanca  et Cosamaloapan), la Costa Grande de Guerrero, la région du Tierra Caliente en Michoacán, en les hauts et istmo-costa du Chiapas, ainsi que dans la commune de Múzquiz dans l'État de Coahuila.

Drapeau de Cuajinicuilapa, village noir dans l'État de Guerrero.

Actuellement, le Mexique compte presque 1.4 million d'afro-descendants. Les États avec la plus importante proportion d'afrodescendants sont : Guerrero (6.5%), Oaxaca (4.9%) et Veracruz (3.3%).
L'estimation des spécialistes sur la taille de la population afro-mexicaine dans la Costa Chica est de 15000 à 50000 dans l'État de Guerrero et quelque 35000 dans l'État de Oaxaca.
Dans le nord de Oaxaca, la négritude s'est concrétisé en les appelés "jarochos", rendant difficile pour le comptage en vertu des politiques de désintégration identitaire promues par les gouvernements locaux. Ces politiques encourage à que beaucoup d'individus ne s'identifient pas avec leur origine ethnique et culturelle lointain et non plus avec leur origine immédiate.

## Terminologie

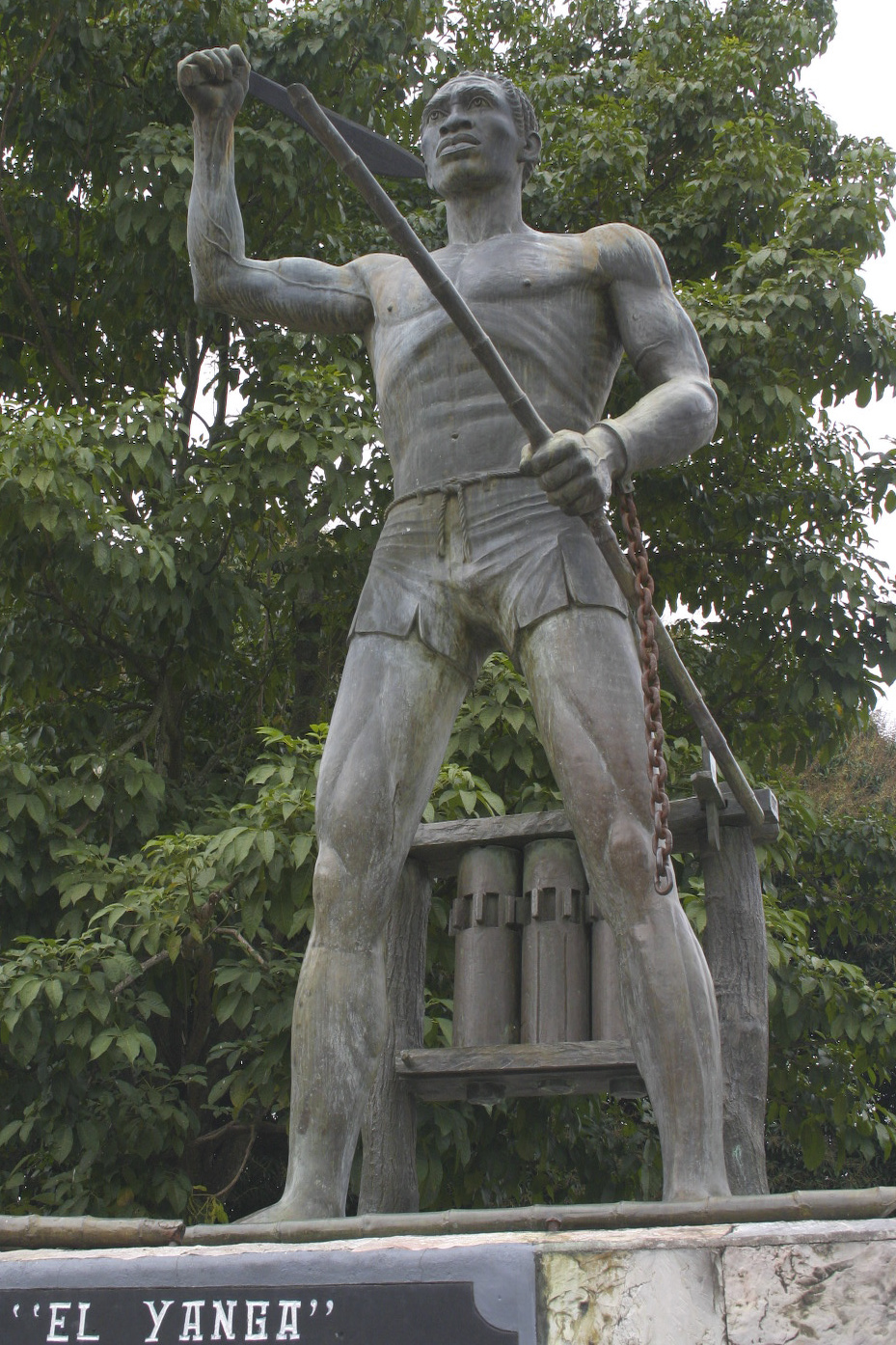
Sculpture d'Yanga dans la ville de Yanga dans l'État de Veracruz que porte son nom.

Les Afro-Mexicains sont appelés : afromixtecos, afromestizos, afromexicanos, negros, morenos, costeños ou cuculustes. Il n'y a pas de consensus sur le choix du terme. Chaque auteur les nomme du mieux qui lui semble. Par exemple, le terme afromestizo est le plus utilisé dans les essais anthropologiques traditionnels, lequel a été diffusé principalement par Gonzalo Aguirre Beltrán et autres chercheurs de son époque. Dans les publications les plus récentes, quelques chercheurs, la plupart mexicains, ont continué à utiliser ce terme. Des chercheurs étrangers, comme Ben Vinson, III et Bobby Vaughn, ont utilisé le terme d'afromexicanos, comme on utilise de terme de'afro-américains. L'ONU a utilisé le terme afro-mixteco, puisque les études les plus citées se rapportent au métissage de personnes noires avec des indigènes mixtecos. Juan Ortiz Escamilla explique de quelle façon le terme noir a bâti, tout au long d'un processus historique, la dénomination Jarocho qui est le terme sous lequel s'identifient les habitants afrodescenants des bords de la rivière Papaloapan au Oaxaca et au Veracruz. Marco Polo Hernández Cuevas identifie un ethos jarocho, mot qui a évolué du mot jaro, utilisé pour désigner les cochons en Al-Ándalus; en Nouvelle-Espagne le terme jarocho a été utilisé pour faire référence à une personne peu raffinée et avec des habitudes insolentes, puis pour faire référence aux personnes "natives" de Veracruz, spécialement aux noirs et afro-descendants de la région.
Dans la Costa Chica de Guerrero, on appelle souvent les Afro-Mexicains avec les cheveux bouclés ou crépus avec les dénominations cuculuste et puchunco.
Pendant l'époque coloniale, les populations indigènes mixtecas de Oaxaca  se référaient à la couleur de la peau des afro-descendants à travers le mot tnoo, ce qui semble se référer à une femme noire : ñaha tnoo.

## Histoire

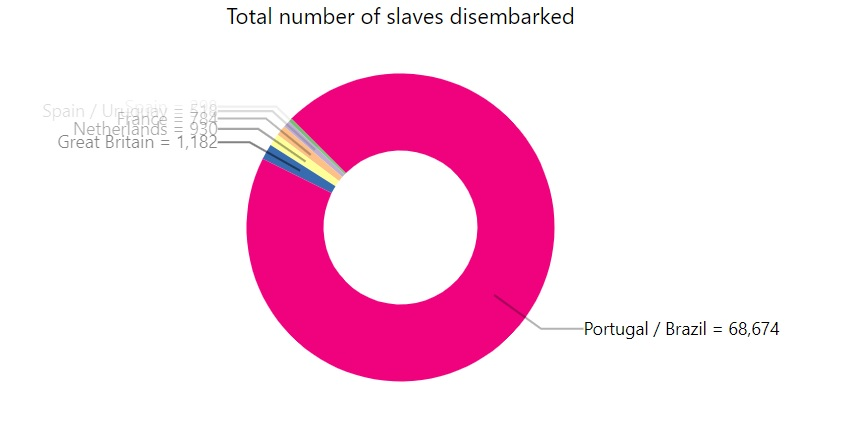
Slaves landed in Mexico by ship's flag from 1450 to 1866.

Les esclaves africains ont été amenés au Mexique surtout par les marchands d'esclaves portugais et britanniques.
Les premières participation des afro-descendants dans les premières expéditions espagnoles au Mexique en charge d'Hernán Cortés en 1519 était surtout militaire. Puis, lors de la colonisation, les espagnols ont amené des esclaves africains. L'utilisation des esclaves africains dans le Nouveau Monde permettait de compenser la diminution de la population amérindienne, mais aussi par l'impossibilité légale de faire des natifs américains des esclaves et, plus tard, par l'interdiction du Pape contre l'esclavage. Ces circonstances amenées  les espagnols — et aux autres colons européens en Amérique — à "importer" des esclaves originaires du Ghana, du Gabon, de la Côte d'Ivoire, du Sénégal, de Gambie, du Nigeria, du Congo et d'Angola.

### La diaspora
Bien que la grande majorité des migrants aient leurs racines en Afrique, tous n'ont pas fait le voyage directement vers les Amériques, certains ont traversé d'autres parties du monde hispanique de l'époque. Ceux qui venaient d'Afrique appartenaient principalement à des groupes soudanais et bantous.
L'anthropologue pionnier des études ethnohistoriques au Mexique, Gonzalo Aguirre Beltrán, a été l'un des premiers à enquêter sur la provenance des esclaves grâce à différents documents, tels que les lettres d'achat-vente. Au début, les esclaves provenaient des îles du Cap-Vert et les rivières de Guinée, mais elles ont également été capturées plus tard en Angola et aux îles Canaries.
Plus tard, au XVIe siècle, des esclaves noirs provenaient de Bran, Biafara et Gelofe et du Cap-Vert. Les esclaves africains au Mexique ont été classés en plusieurs types, selon leur origine et leurs caractéristiques physiques. Ils étaient pour la plupart divisés en deux grands « types » : un premier groupe, les dits "retintos" ou "atezados", regroupait ceux du Soudan et des côtes de Guinée; le deuxième groupe était celui de ceux dits des "amembrillados" ou "amulatados" pour avoir un teint moins foncé que le premier.

### Esclavage dans la Nouvelle-Espagne
Plusieurs groupes africains ont été amenés en Nouvelle-Espagne immédiatement après le début de la conquête en tant qu'esclaves et que, au moins en partie, ils étaient destinés à s'engager dans «le service domestique et en tant qu'hommes de confiance dans les armées». Un exemple clair des Noirs conquérants est Estebanico, un esclave qui a participé à la conquête avec Álvar Núñez Cabeza de Vaca entre 1528 et 1536. Il a été enregistré dans les écrits espagnols que cet homme provoquait une grande peur chez les ennemis autochtones en raison de sa grande taille et de sa musculature.
En 1536, il est rapporté qu'un homme noir nommé Juan Garrido était un acheteur d'esclaves sur la Costa Grande de Guerrero, on pense qu'il faisait partie de la conquête de Tenochtitlan avec Cortes.
C'est en 1527 que le premier rapport a été fait à Guerrero sur l'achat par un homme du nom de Francisco Rodríguez d'un adolescent noir de 16 ans nommé Juan José qui a été acheté pour 100,00 $ d'or à Zacatula, municipalité de La Unión de Isidoro Montes de Oca. En 1540, Hernán Cortés possédait 60 esclaves noirs et plus tard, il comptait jusqu'à 150 personnes en état d'esclavage. Cette même année, Peter Boyd-Newman dressa une liste des nationalités de 124 Africains vendus à Puebla de 1540 à 1556, ces nationalités étaient biafra, bran (de la région actuelle de Guinée-Bissau), wolof, zape ou çape (de la région de la Sierra Leone), banyun, berbesi (de la région de l'actuel Sénégal), mandingue, de Guinée, de Bolamon, de Gio (de la région du Liberia actuel), de Agbenyau, de Sao Tomé, d'Angola, de Manicongo, de Terra Nova, de Canicu et de Moronda. Boyd-Newman rapporte que, durant ces années, 1000 esclaves vendus à Puebla provenaient de la région de Sénégambie, 4 de la région du Congo, 7 de la région de la Côte de l'Or, de l'actuelle Ghana, et une non identifiée.
En 1524, la construction de l'oratoire franciscain est signalée sur l'île de San Juan de Ulúa par le travail forcé d'esclave provenant de Guinée (nom donné à cette époque aux esclaves de la région du fleuve Sénégal et Sierra Leone). En 1526 une rébellion d'esclaves de l'ethnie Wolof cause de graves dommages à l'île.
Cette première immigration était faible par rapport aux vagues suivantes. La grande majorité des groupes africains est arrivée à partir de 1580, lorsque les Portugais ont repris la traite négrière dans les domaines des Espagnols de Nouvelle-Espagne. Plusieurs d'entre eux ont été nommés contremaîtres, chargés de surveiller le travail effectué par les esclaves, la main-d'œuvre indigène et d'autres Afro-descendants libres.
Même si le port de Veracruz était la seule entrée légale dans la vice-royauté de Nouvelle-Espagne pour l'entrée d'esclaves venant d'Afrique, il est mentionné en 1600 qu'Acapulco était une entrée informelle d'esclaves, cette même année 200 esclaves noirs y étaient entrés et en 1743, il y avait 578 familles de mulâtres libres à Acapulco.
À la fin du XVIe et au début du XVIIe siècle, l'importance des villes minières telles que Taxco, Guerrero a entraîné le transport forcé de nombreux esclaves noirs vers cette ville, où pendant cette période la composition de la population était à 70% afro-descendante, mais le dépeuplement de la communauté noire à Taxco a été dû aux tentatives du vice-roi de s'emparer des esclaves qui "n'avaient pas de maître" dans cette ville, de sorte que beaucoup d'entre eux se sont échappés devenant noires libres ( Marrons) à la Costa Chica de Guerrero et à Oaxaca. Au XVIIe siècle, la plupart des esclaves africains venaient du Congo et d'Angola, ainsi la plupart parlaient le bantous.
La participation des Afro-descendants dans la milice de Novohispana était élevée, souvent plus nombreux que les non-Noirs; à Acapulco, 72 Afro-descendants sont arrivés dans les milices, 473 à Tlapa, 852 à Iguala, 420 à Ometepec.
Entre 1595 et 1640, 88 383 personnes de différentes régions d'Afrique ont été emmenées en esclavage en Nouvelle-Espagne, les deux tiers étant des hommes et un tiers des femmes. Selon Patrick Carroll, en moyenne 2000 esclaves africains ont été emmenés dans la région de la vallée du Mexique au cours de ces mêmes années.
Peter Gerhard décrit la population de Veracruz en 1599-1600 comme étant à prédominance noire. Diaz de la Calle dénombre environ 5000 Noirs et Afro-descendants à Veracruz au XVIIe siècle, alors que la population indigène avait été décimée.

### Démographie dans la vice-royauté

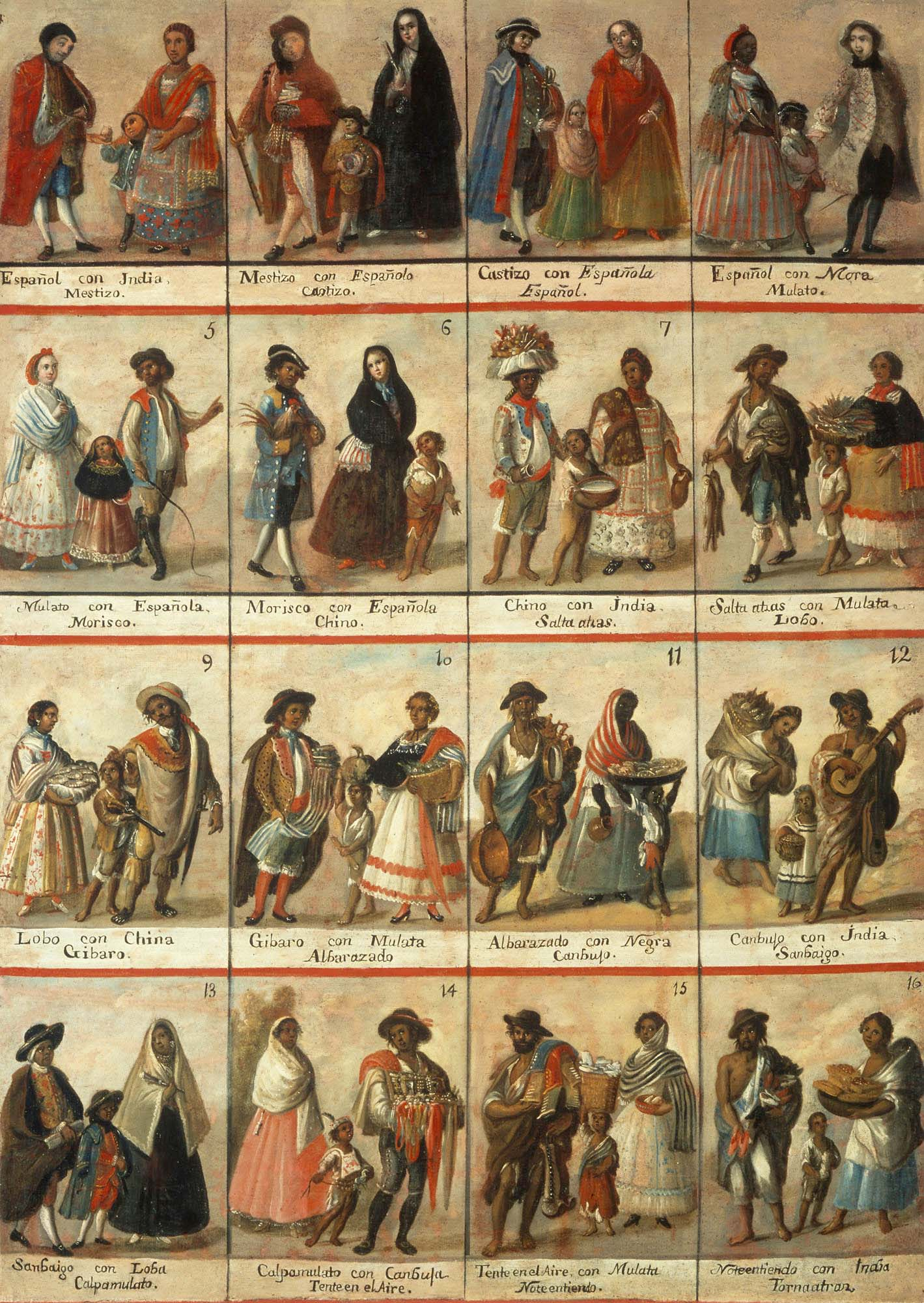
Représentation des « races » au Mexique.

Selon Latorre, cité par Aguirre Beltrán dans son étude ethnohistorique, il y avait au total 18 569 esclaves en 1570, dont 10 595 à Mexico. D'autres chiffres donnés par Gonzalo Aguirre Beltrán  assurent qu'ils étaient 25 089 en 1646 dans tout le pays et 19 441 d'entre eux se trouvaient à Mexico. Le nombre d'esclaves s'est multiplié rapidement.
Au moment de l'indépendance, le pays comptait environ 6 millions d'habitants, bien qu'il ait été réduit à 5 millions après les guerres d'indépendance (1808-1822). La population se composait alors d'un million de blancs, 1,3 million de métis, zambos et mulâtres (castes typiques de la Nouvelle-Espagne) et 3,6 millions d'autochtones.

#### Africains et afro-métis dans le recensement de la Nouvelle-Espagne
| Caste           | Population en 1793 | Pourcentage en 1793 | Population en 1810 | Pourcentage en 1810 |
| --------------- | ------------------ | ------------------- | ------------------ | ------------------- |
| Européens       | 7 904              | 0,2                 | 18 000             | 0,2                 |
| Africains       | 6 100              | 0,1                 | 10 000             | 0,1                 |
| Indigènes       | 2 319 741          | 61,0                | 3 676 281          | 60,0                |
| Métis européens | 677 458            | 17,8                | 1 092 367          | 17,9                |
| Métis africains | 369 790            | 9,6                 | 624 461            | 10,1                |
| Métis indiens   | 418 568            | 11,2                | 704 245            | 11,5                |
| Total           | 3 799 561          | 100,0               | 6 122 354          | 100,0               |

### Création des communautés de marrons

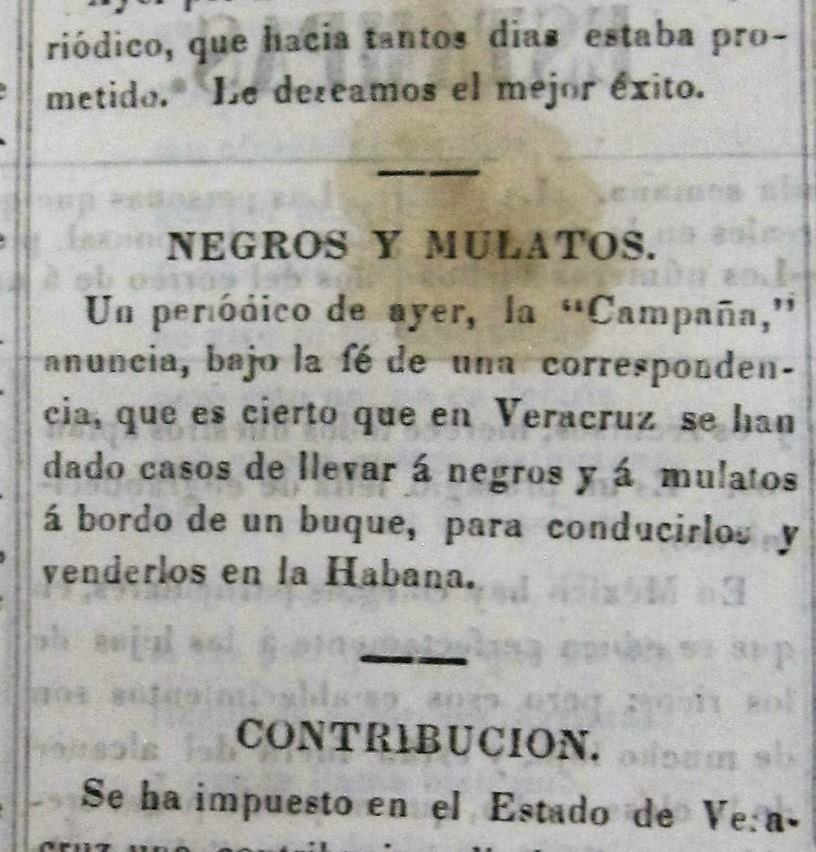
En 1862, après l'abolition de l'esclavage au Mexique, le journal « La Orquestra » rapporte la vente illégale d'Afro-Mexicains à Cuba venant de Veracruz pendant la présidence de Benito Juárez.

Au début du XVIIe siècle, il y a eu des soulèvements de nègres marrons, l'un des plus connus est Nyanga (également appelé Yanga) dans la municipalité de Yanga, au Veracruz.

Durant le XVIIe siècle, de nombreuses communautés d'ascendance africaine de la Costa Chica ont été créées grâce à la migration d'esclaves noirs qui ont été classés comme « en état d'abandon » par leurs anciens propriétaires à Taxco ; cette migration a été effectuée lorsque le vice-roi de l'époque a voulu prendre le contrôle de leurs biens et a choisi de s'échapper avant que cette appropriation ne se produise. Il est rapporté que le vice-roi espagnol de cette époque n'a atteint son objectif qu'avec 17 personnes en esclavage.Cependant, à partir de 1570, il y avait déjà des populations de noirs libres sur la Costa Chica de Guerrero et à Acapulco de personnes fuyant le travail forcé des plantations de canne à sucre des Haciendas.Au début du XIXe siècle, la province d'Acapulco (qui comprenait Acapulco, une partie de la Costa Chica de Guerrero et une partie de la Costa Grande) comptait 5 452 habitants d'ascendance africaine, dont beaucoup étaient des esclaves, tandis que d'autres étaient libres par la mort de leur maître ou par rébellion. La population de noirs libres à Acapulco était importante, comme en témoigne une lettre du vice-roi Luis de Velasco (fils) en 1606:
"Sur la côte de la mer du Sud, près du port d'Acapulco, il y a trois autres villages... de noirs libres qui disent qu'ils seraient plus de 300 d'où ils sortent voler (sur les routes) des récupérations qu'ils emmènent et viennent à la décharge de Naos des Philippines"
Sur la Costa Chica d'Oaxaca, la population noire est arrivée par la route Veracruz - Puebla - Oaxaca, où elle a été installée pour la première fois à Pinotepa Nacional et Los Cortijos pour travailler, dans les soins du bétail, de la pêche et de la recherche de minéraux précieux. C'est au XVIe siècle que Huatulco est devenu un port d'entrée de contrebande et connu pour sa population de Noirs libres (Marrons).
Dans la commune actuelle de San Juan Bautista Tuxtepec, à Oaxaca, se trouve la ville de Santa María de Guadalupe de los Negroes de Amapa, fondée en 1769 à la demande du capitaine des lanciers, le noir Fernando Manuel qui, avec 52 autres Marrons évadés des moulins de Caucahuatal San Antonio Cordovan, s'est installé dans un endroit proche connu sous le nom de Refugio et Mandinga. Ricardo Flores Magón, dans une lettre adressée à son frère Enrique, se rend compte qu'à la fin du XIXe siècle, ces noirs dansaient le huapango zapateado sur des plates-formes. Des années auparavant, le chef politique de Tuxtepec, surnommé Médine, informe le gouverneur de la façon dont les mulâtres de Tuxtepec célèbrent le huapango, du type de vêtements qu'ils portent, ainsi que de la façon dont ils dansent et jouent les musiques jarochos.

### Abolition de l'esclavage au Mexique
En 1810, durant la lutte pour l'indépendance , des armées de différentes castes se sont formées. Miguel Hidalgo et José María Morelos ont été parmi les premiers libérateurs à décréter l'abolition de l'esclavage sur le territoire mexicain et, plus largement, les premiers à abolir l'esclavage à travers les Amériques. À la fin de la domination coloniale, les Afro-descendants représentaient 11% de la population nationale.
En 1965, le magazine américain Black Digest, appelé plus tard Black World, a publié un article de Jim Tuck consacré aux Afro-mexicains. Dans ce numéro, Jim Tuck fait une enquête pendant son séjour à Acapulco et sur la Costa Chica en identifiant différentes communautés noires au Mexique; selon ses recherches, la population noire est restée intacte dans la région de la Costa Chica de Guerrero après l'abolition de l'esclavage pendant l'indépendance du Mexique, mais à la fin du 19e siècle, un homme germano-américain nommé Johann Schmidt, qui se faisait appeler dans la région comme Don Juan Smith,aurait créé des colonies pour les populations noires qui seraient sous sa autorité, Tuck souligne qu'il a gouverné la région despotiquement jusqu'à son abrogation en raison de la révolution mexicaine de 1910.

#### Afro-descendants durant la période révolutionnaire

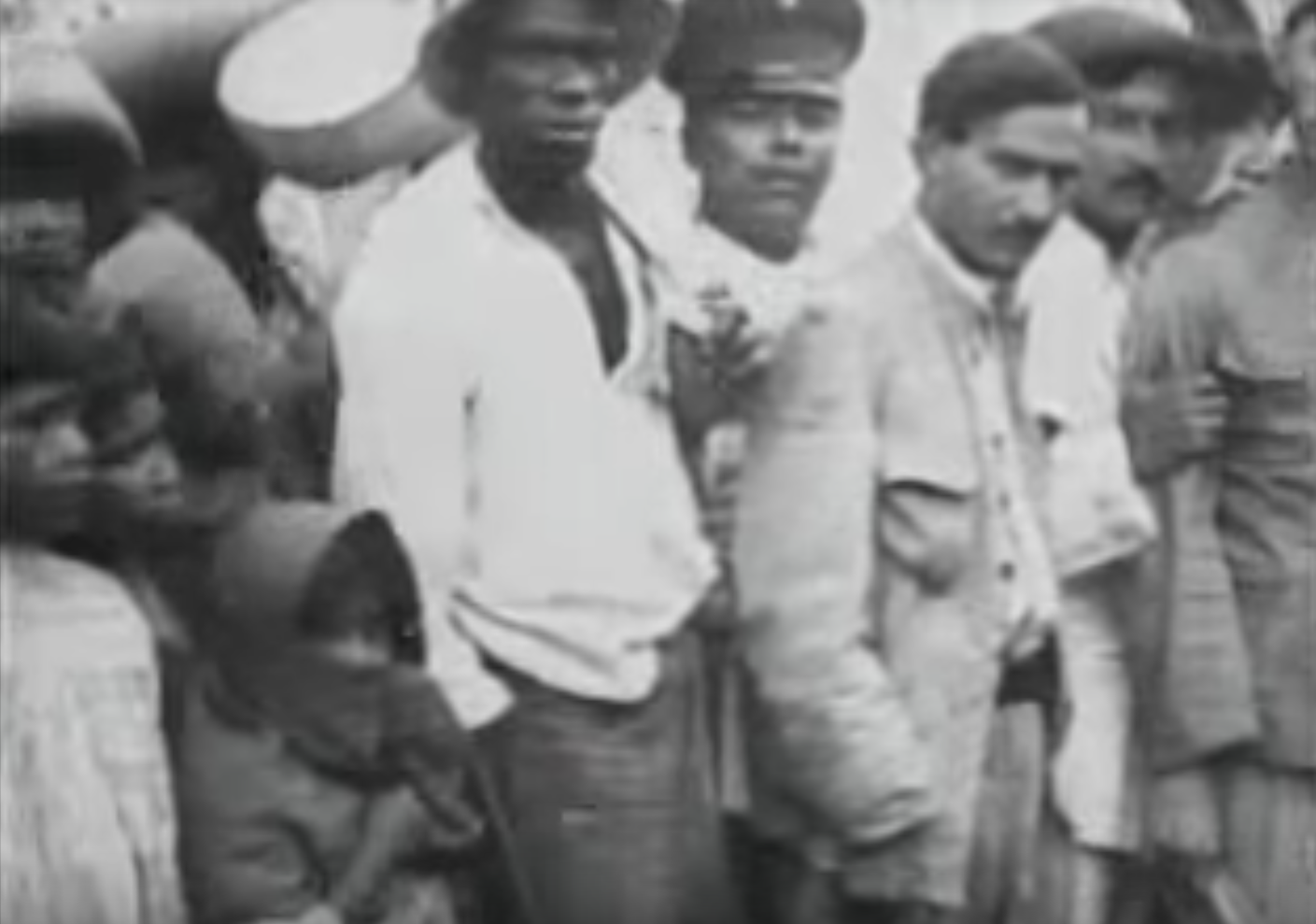
Premiers afro-mexicains filmés près du cadavre d'Emiliano Zapata en 1919

Durant la révolution mexicaine et au milieu du XXe siècle, l'inondation des barrages ont mis fin à un processus de dissémination de la des noirs dans toutes les municipalités qui composent le bassin d'Oaxaca et Papagoapan de Veracruz et Veracruz. Il existe à ce jour une forte présence noire et une présence extraterritoriale dont l'expression concrète est la culture jarocha. Selon Adriana Naveda : "De San Lorenzo des noirs aux marrons d'Amapa". L'nzalo Aguirre Beltrán relate, dans son étude ethno-historique de la population noire au Mexique, que le métissage a presque complètement dilué les différences qui existaient à l'origine entre les races, sauf dans certains lieux isolés, en particulier dans les régions côtières de l'océan Pacifique de la Costa Chica où il y a encore des villages noirs qui se distinguent clairement de leurs voisins en raison de leurs caractéristiques culturelles, qui ne sont pas entièrement contemporaines. On note encore une touche coloniale dans ces populations et elles conservent une partie de leur identité.

## Identité
Dans son livre La population noire au Mexique, l'étude ethnohistorique d'Aguirre Beltrán défend l'argument selon lequel l'origine de la population noire au Mexique était diverse, mais comme celle des groupes indigènes, cette diversité était destinée à être homologuée par les politiques de l'État mexicain, dans une tentative de construire d'une identification culturelle unique. Malgré son nombre et son importance dans l'histoire du Mexique, la présence de la population d'ascendance africaine au Mexique est ignorée par la plupart des Mexicains encore aujourd'hui.

### L'identité afro-mexicaine de la Costa Chica de Guerrero et Oaxaca

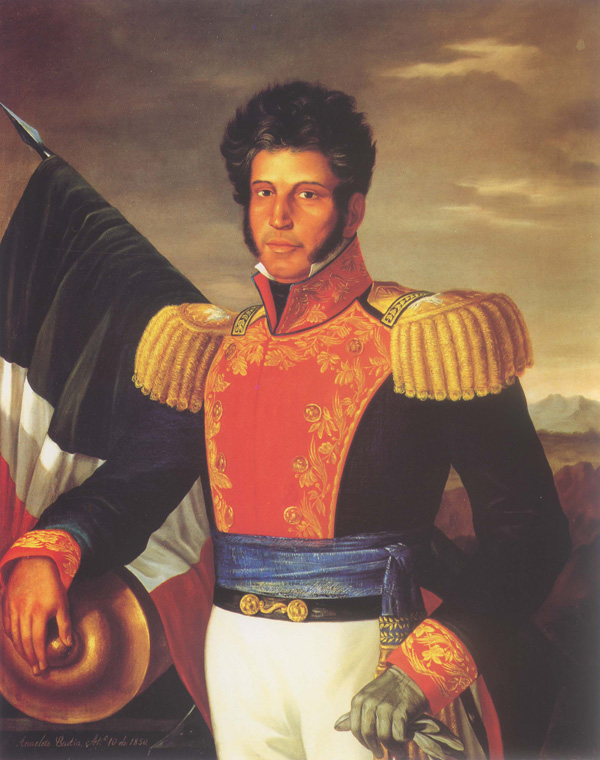
Vicente Guerrero, premier président afro-mexicain en 1829

### Racisme au Mexique

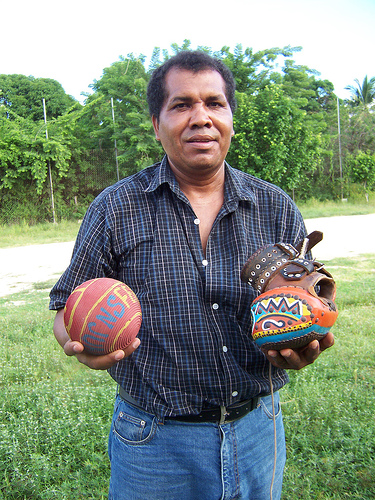
Afro-mexicain de la côte de l'État de Oaxaca.

Pendant plusieurs décennies, au cours du XXe siècle, l'idée d'unité culturelle, ethnique et raciale a été promue au Mexique. Les gouvernements post-révolutionnaires ont été chargés d'appliquer des politiques publiques pour propager l'idée que toute la population était «métisse». Ainsi, les groupes autochtones et afro-descendants ont été et continuent d'être ignorés par le gouvernement et discriminés par d'autres secteurs de la population. La population noire du Mexique et ses conditions de vie jusqu'à très récemment étaient presque invisibles pour les autres Mexicains.

Ce n'est qu'en 1969, après plusieurs études ethnohistoriques, que l'on se souvient des noirs. Malgré les efforts des chercheurs pour ramener un groupe ethnique reconnu à l'ethnie noire, cela ne s'est pas produit et les noirs ont de nouveau été oubliés. Les noirs ne sont pas considérés comme un groupe ethnique, bien qu'ils ne reçoivent pas les avantages d'être appelés de cette façon, ils reçoivent la négativité sociale et le rejet qui caractérisent les groupes ethniques, c'est-à-dire qu'ils sont exclus de la pleine citoyenneté, ils sont économiquement marginalisés et séparés. «La culture et l'ethnicité tournent autour des indigènes, et ces visions ont exclu les noirs. La négritude n'est pas considérée comme un thème lié à la culture, au développement ethnique ou à l'ethnicité en général.» Sans son livre «Afroméxico», Bobby Vaughn reflète le désaccord qu'il a avec l'absence d'une origine ethnique noire. Ce chercheur américain a vécu à Costa Chica pendant une dizaine d'années au cours desquelles il a réussi à identifier le manque d'unité parmi la population noire et le rejet qu'ils ont de leur couleur de peau. Un exemple palpable de ce qui  est celui d'un gouverneur d'Oaxaca qui, en 1958, a ordonné le retrait des scènes des paroisses du bassin de Papaloapan afin qu'elles ne soient pas utilisées pour les danses jarochas. Il a également ordonné le retrait des jarochos de Guelaguetza pour les remplacer par une délégation indigène. À cet effet, il a envoyé une partition (La Tonalteca) et a demandé à le jarocha Paulina Solís de préparer une chorégraphie et inventer un huipil représentatif, faisant ainsi émerger la danse populaire très appréciée et célèbre Flor de piña, actuellement dansée précisément par des jarochas habillées en huipil.
Il semble que les noirs soient reconnus comme un groupe ethnique par des intervalles de temps et d'espace. Ils sont toujours exclus d'une manière ou d'une autre. Les héros noirs sont représentés avec la peau brunes et sont appelés métis, laissant leur identité de côté et imposant une identité métisse à la mondialisation. Et ils n'ont pas non plus les caractéristiques nécessaires pour être considérés comme un groupe ethnique, comme la langue et la tenue vestimentaire. Ils s'habillent comme des métis et parlent espagnol, comme des métis, donc pour tout le monde ce sont des métis. Leurs racines sont laissées de côté, les laissant sans mémoire culturelle de leur origine. Face à cette idée, on a observé au cours des dernières décennies l'organisation des afro-descendants qui se sont mobilisés pour défendre leurs intérêts en les associant à un ou plusieurs aspects de leur culture.

## Situation socio-démographique

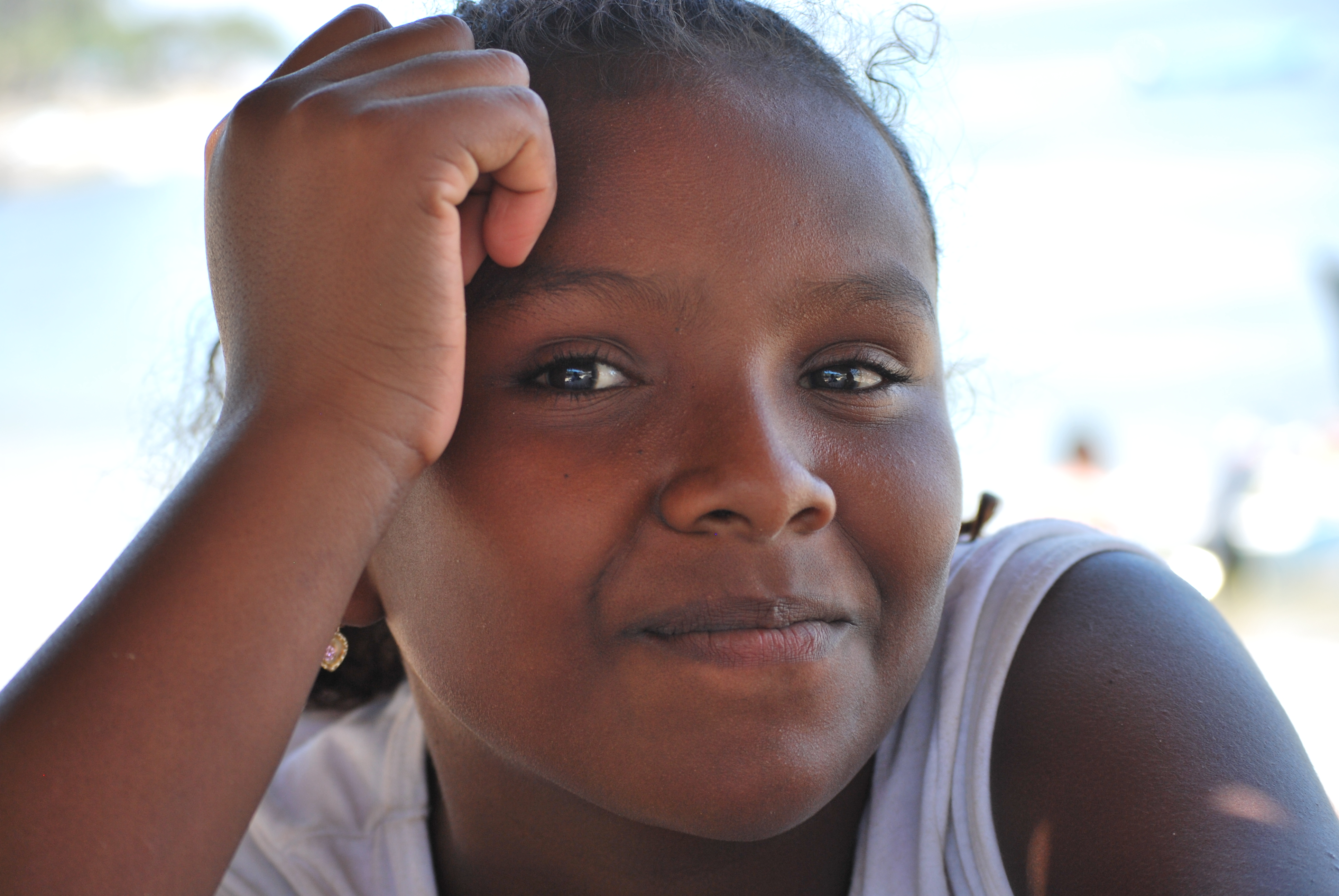
Jeune fille de Punta Maldonado, Guerrero.

## Afro-mexicains par État
| État                    | % Afromexicains | Population Afromexicaine | % Partiellement Afromexicains | % Total Afrodescendants | Total Afrodescendants |
| ----------------------- | --------------- | ------------------------ | ----------------------------- | ----------------------- | --------------------- |
| Mexique                 | 1.16%           | 1 386 556                | 0.5%                          | 1.66%                   | 2 984 210             |
| Aguascalientes          | 0.05%           | 656                      | 0.35%                         | 0.4%                    | 5 250                 |
| Basse Californie        | 0.22%           | 7 294                    | 0.31%                         | 0.53%                   | 17 573                |
| Basse Californie du Sud | 1.55%           | 11 036                   | 0.72%                         | 2.27%                   | 16 163                |
| Campeche                | 0.39%           | 3 509                    | 0.76%                         | 1.15%                   | 10 349                |
| Coahuila                | 0.09%           | 2 659                    | 0.28%                         | 0.37%                   | 10 933                |
| Colima                  | 0.11%           | 782                      | 0.47%                         | 0.58%                   | 4 125                 |
| Chiapas                 | 0.08%           | 4 174                    | 0.33%                         | 0.41%                   | 24 309                |
| Chihuahua               | 0.08%           | 2 845                    | 0.25%                         | 0.33%                   | 11 734                |
| Durango                 | 0.01%           | 175                      | 0.64%                         | 0.65%                   | 11 405                |
| Guanajuato              | 0.03%           | 1 756                    | 0.31%                         | 0.34%                   | 19 902                |
| Guerrero                | 6.5%            | 229 661                  | 1.11%                         | 7.61%                   | 268 880               |
| Hidalgo                 | 0.07%           | 2 000                    | 0.54%                         | 0.61%                   | 17 435                |
| Jalisco                 | 0.78%           | 61 189                   | 0.35%                         | 1.13%                   | 88 646                |
| État de Mexico          | 1.88%           | 304 327                  | 0.45%                         | 2.33%                   | 377 171               |
| Mexico                  | 1.8%            | 160 535                  | 0.53%                         | 2.33%                   | 207 804               |
| Michoacán               | 0.08%           | 3 667                    | 0.51%                         | 0.59%                   | 27 048                |
| Morelos                 | 0.42%           | 7 996                    | 0.49%                         | 0.91%                   | 17 324                |
| Nayarit                 | 0.06%           | 708                      | 0.24%                         | 0.30%                   | 3 543                 |
| Nuevo Leon              | 1.49%           | 76 280                   | 0.36%                         | 1.85%                   | 94 710                |
| Oaxaca                  | 4.95%           | 196 410                  | 0.94%                         | 5.89%                   | 233 708               |
| Puebla                  | 0.12%           | 7 402                    | 0.47%                         | 0.59%                   | 36 396                |
| Querétaro               | 0.12%           | 2 446                    | 0.38%                         | 0.50%                   | 10 191                |
| Quintana Roo            | 0.56%           | 8 408                    | 0.71%                         | 1.27%                   | 19 069                |
| San Luis Potosí         | 0.04%           | 1 087                    | 0.51%                         | 0.55%                   | 14 948                |
| Sinaloa                 | 0.04%           | 1 186                    | 0.24%                         | 0.28%                   | 8 305                 |
| Sonore                  | 0.06%           | 1 710                    | 0.30%                         | 0.36%                   | 10 261                |
| Tabasco                 | 0.11%           | 2 634                    | 0.92%                         | 1.03%                   | 24 671                |
| Tamaulipas              | 0.29%           | 9 980                    | 0.36%                         | 0.65%                   | 22 371                |
| Tlaxcala                | 0.06%           | 763                      | 0.44%                         | 0.50%                   | 6 364                 |
| Veracruz                | 3.28%           | 266 090                  | 0.79%                         | 4.07%                   | 330 178               |
| Yucatán                 | 0.12%           | 2 516                    | 0.89%                         | 1.01%                   | 21 181                |
| Zacatecas               | 0.02%           | 315                      | 0.32%                         | 0.34%                   | 5 369                 |
| Source: INEGI (2015)    |                 |                          |                               |                         |                       |